# اسنی
اسنی  (به انگلیسی: Oseni) روستایی در استان ساحلی، کنیا می‌باشد.